# وارساو (ایندیانا)
وارساو، ایندیانا (به انگلیسی: Warsaw, Indiana) یک شهر در ایالات متحده آمریکا با جمعیت ۱۳٬۵۵۹ نفر است که در ایندیانا واقع شده‌است.

## موقعیت جغرافیایی
موقعیت جغرافیایی شهرها و مناطق اطراف به شرح زیر است: